# Vytautas Pranas Bičiūnas
Vytautas Pranas Bičiūnas (ur. 20 sierpnia 1893 w Kławanach, zm. 4 listopada 1942 w Swierdłowsku) – litewski polityk, malarz, aktor teatralny, pisarz i krytyk literacki.

## Życiorys
Urodził się w rodzinie ślusarzy. W latach 1903–1912 uczył się w gimnazjum w Szawlach. Następnie, w latach 1912-1915, studiował na wydziale malarstwa w Kazańskiej Szkole Artystycznej w Kazaniu. W 1917 roku po ich ukończeniu podjął naukę na wydziale architektury, ale został zmobilizowany do armii carskiej. W tym samym roku redagował w Petersburgu gazetę „Lietuvių balsą”.
W 1918 roku powrócił na Litwę, gdzie pracował początkowo jako nauczyciel rysunku w gimnazjum w Szawlach, a pod koniec tego roku przeniósł się do Wilna. Podjął pracę w różnych ministerstwach, odpowiadając m.in. za sztukę, a później za propagandę. 
Był w 1919 roku jednym z założycieli Litewskiej Federacji Pracy. Był także członkiem Litewskiej Partii Chrześcijańsko-Demokratycznej. Był posłem na Sejm Ustawodawczy Litwy (15.05.1920 – 13.11.1922), a następnie posłem na Sejm Litwy I kadencji (13.11.1922 – 13.03.1923). Od 1923 roku wykładał w szkołach w Kownie. W 1941 roku został aresztowany przez władze radzieckie i zastrzelony rok później w Swierdłowsku.